# 1989-es Superbike-világbajnokság
Az 1989-es Superbike-világbajnokság volt a második szezon a sportág történetében. A március 27-én kezdődő és november 19-én végződő bajnokságot az amerikai Fred Merkel nyerte.

## Versenynaptár
|    | Dátum          | Helyszín           | Versenypálya   | 1. verseny győztese | 2. verseny győztese | Összefoglaló |
| -- | -------------- | ------------------ | -------------- | ------------------- | ------------------- | ------------ |
| 1  | Március 27.    | Egyesült Királyság | Donington      | Fabrizio Pirovano   | Giancarlo Falappa   | Összefoglaló |
| 2  | Április 30.    | Magyarország       | Hungaroring    | Fred Merkel         | Fred Merkel         | Összefoglaló |
| 3  | Június 4.      | Kanada             | Mosport        | Fred Merkel         | Giancarlo Falappa   | Összefoglaló |
| 4  | Június 11.     | USA                | Brainerd       | Raymond Roche       | Raymond Roche       | Összefoglaló |
| 5  | július 2.      | Ausztria           | Österreichring | Alex Vieira         | Stéphane Mertens    | Összefoglaló |
| 6  | Július 30.     | Franciaország      | Paul Ricard    | Stéphane Mertens    | Giancarlo Falappa   | Összefoglaló |
| 7  | Augusztus 27.  | Japán              | Sugo           | Doug Polen          | Michael Dowson      | Összefoglaló |
| 8  | Szeptember 17. | Németország        | Hockenheim     | Raymond Roche       | Raymond Roche       | Összefoglaló |
| 9  | Szeptember 24. | Olaszország        | Pergusa        | Stéphane Mertens    | Raymond Roche       | Összefoglaló |
| 10 | November 12.   | Ausztrália         | Oran Park      | Peter Goddard       | Michael Dowson      | Összefoglaló |
| 11 | November 19.   | Új-Zéland          | Manfeild       | Terry Rymer         | Stéphane Mertens    | Összefoglaló |

## Végeredmény

### Versenyzők
|    | Versenyző         | Gyártó   | Pontszám | Győzelmek |
| -- | ----------------- | -------- | -------- | --------- |
| 1  | Fred Merkel       | Honda    | 272      | 3         |
| 2  | Stéphane Mertens  | Honda    | 265      | 4         |
| 3  | Raymond Roche     | Ducati   | 222      | 5         |
| 4  | Fabrizio Pirovano | Yamaha   | 208      | 1         |
| 5  | Anders Andersson  | Yamaha   | 159      | 0         |
| 6  | Giancarlo Falappa | Bimota   | 139      | 3         |
| 7  | Terry Rymer       | Yamaha   | 134      | 1         |
| 8  | Baldassarre Monti | Ducati   | 99       | 0         |
| 9  | Jari Suhonen      | Yamaha   | 90       | 0         |
| 10 | Michael Dowson    | Yamaha   | 79       | 2         |
| 11 | Rob Phillis       | Kawasaki | 79       | 0         |
| 12 | Mike Baldwin      | Bimota   | 74       | 0         |
| 13 | Patrick Igoa      | Kawasaki | 64       | 0         |
| 14 | Aaron Slight      | Kawasaki | 54       | 0         |
| 15 | Alex Vieira       | Honda    | 51       | 1         |
| 16 | Malcom Campbell   | Honda    | 48       | 0         |
| 17 | Davide Tardozzi   | Bimota   | 39       | 0         |
| 18 | Reuben McMurter   | Honda    | 38       | 0         |
| 19 | Roger Burnett     | Honda    | 36       | 0         |
| 20 | Tadahiko Sohwa    | Kawasaki | 36       | 0         |
| 21 | Doug Polen        | Suzuki   | 33       | 1         |
| 22 | Robert McElnea    | Yamaha   | 28       | 0         |
| 23 | Ernst Gschwender  | Suzuki   | 28       | 0         |
| 24 | Kenihiro Iwahashi | Honda    | 27       | 0         |
| 25 | Andreas Hofmann   | Honda    | 27       | 0         |
| 26 | Massimo Broccoli  | Ducati   | 26       | 0         |
| 27 | Renè Rasmussen    | Suzuki   | 26       | 0         |
| 28 | Peter Goddard     | Yamaha   | 20       | 1         |
| 29 | Steve Crevier     | Yamaha   | 20       | 0         |
| 30 | Tommy Douglas     | Yamaha   | 20       | 0         |
| 31 | Tetsuro Arata     | Yamaha   | 18       | 0         |
| 32 | Peter Rubatto     | Bimota   | 17       | 0         |
| 33 | Fabio Biliotti    | Bimota   | 17       | 0         |
| 34 | Brian Morrison    | Honda    | 17       | 0         |
| 35 | Gary Goodfellow   | Suzuki   | 16       | 0         |
| 36 | Jean Yves Mounier | Yamaha   | 15       | 0         |
| 37 | Renè Bongers      | Yamaha   | 15       | 0         |
| 38 | Pierre Bolle      | Kawasaki | 14       | 0         |
| 39 | Paul Iddon        | Yamaha   | 14       | 0         |
| 40 | Andy McGladdery   | Honda    | 14       | 0         |

### Gyártó
|   | Gyártó   | Pont |
| - | -------- | ---- |
| 1 | Honda    | 368  |
| 2 | Yamaha   | 335  |
| 3 | Ducati   | 270  |
| 4 | Bimota   | 208  |
| 5 | Kawasaki | 166  |
| 6 | Suzuki   | 120  |